# Медаља снага Уједињених нација за хитно реаговање
Медаља снага Уједињених нација за хитно реаговање (енгл. United Nations Emergency Force Medal) је била медаља Организације Уједињених нација за службу у Снагама Уједињених нација за хитно реаговање, првој мировној мисији у Египту и на Синају између 7. новембра 1956. и 19. маја 1967. 

## Историја
Египат је 1956. дошао у сукоб са удруженим снагама Израела, Француске и Уједињеног Краљевства што је довело до Суецке кризе. Комбиновани политички притисак Сједињених Америчких Држава, Совјетског Савеза и Уједињених нација довео је до повлачења француских, британских и израелских снага са египатске територије и прекидом непријатељстава.. Да би одржале мир, Уједињене нације су успоставиле своје прве мировне снаге, Снаге Уједињених нација за хитно реаговање (УНЕФ). Бразил, Канада, Колумбија, Данска, Индија, Норвешка, Шведска и Југославија дале су трупе за служење у УНЕФ-у..Мисија је трајала од новембра 1956. до јуна 1967. када је прекинута на захтјев Египта. За додјелу медаље било је потребно 90 дана службе у УНЕФ-у..

## Изглед
Медаља је по изгледу слична другим медаљама Уједињених нација. Израђена је од бронзе. Кружног је облика пречника 34мм. На аверсу је приказан званичан грб Уједињених нација. Изнад грба налазе се латинична слова УНЕФ. На реверсу је рељефно, на енглеском језику, исписано "У служби мира" (IN THE SERVICE OF PEACE). Медаља виси на широкој пјешчано-жутој траци са централном свијетлоплавом пругом ширине 8мм. На 3мм од ивице налази се тамноплава пруга ширине 1мм, а на 2 мм од ивице налази се тамнозелена пруга ширине 1мм. Пјешчано жута боја представља Синај, док свијетлоплава пруга представља УН. Тамноплава пруга представља Суецки канал, а тамнозелена долину ријеке Нил.. Укупно је додијељено 58 031 медаље.